# Gountouré (Oursi)
Pour les articles homonymes, voir Gountouré.
Gountouré est une commune située dans le département d'Oursi, dans la province d'Oudalan, région du Sahel, au Burkina Faso.